# Danske Døves Landsforbund
Danske Døves Landsforbund (DDL) er en privat interesseorganisation, der arbejder for at sikre døve bedre levevilkår i samfundet samt kæmper for ligestilling mellem døve og hørende inden for uddannelse, lønarbejde og tilgængelighed. DDL arbejder ligeledes for anerkendelse af dansk tegnsprog som et fuldgyldigt sprog.
Organisationen har omkring 3.000 medlemmer.

## Historie
I 1866 stiftede en gruppe døve håndværkere i København en forening ved navn Døvstummeforeningen af 1866. Den 29. oktober 1898 kunne de indvie deres eget hus i Brohusgade 17 på Nørrebro. På Døvstummerådets 4. kongres i Sønderborg den 18. maj 1935 blev det besluttet at stifte et egentligt døvstummeforbund. Derfor regnes 18. maj for Danske Døves Landsforbunds stiftelsesdag.
DDL var i 1963 med til at grundlægge Døvefilm.

## Ekstern henvisning
- Danske Døves Landsforbunds hjemmeside